# Żeglarstwo na Letnich Igrzyskach Olimpijskich 1912 – klasa 12 metrów

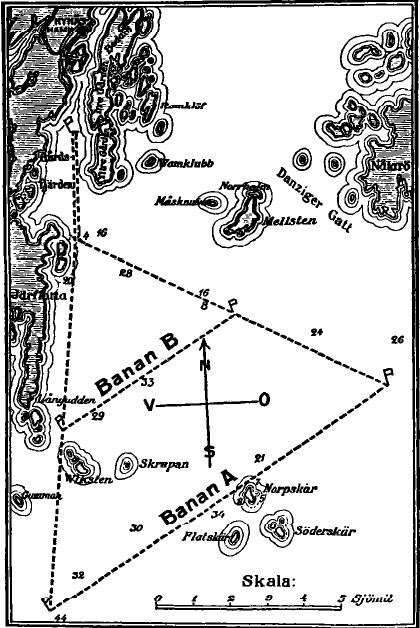
Trasa zawodów

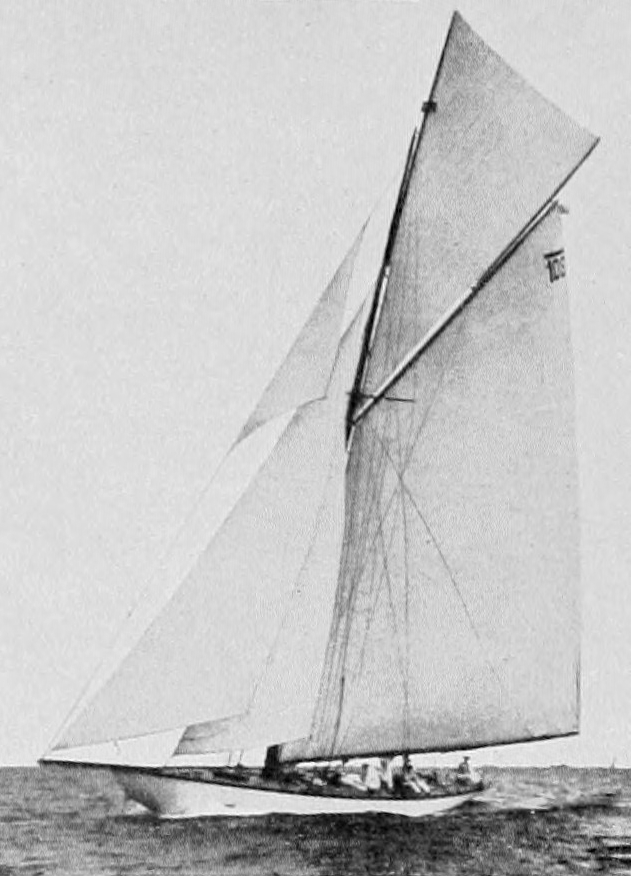
Magda IX

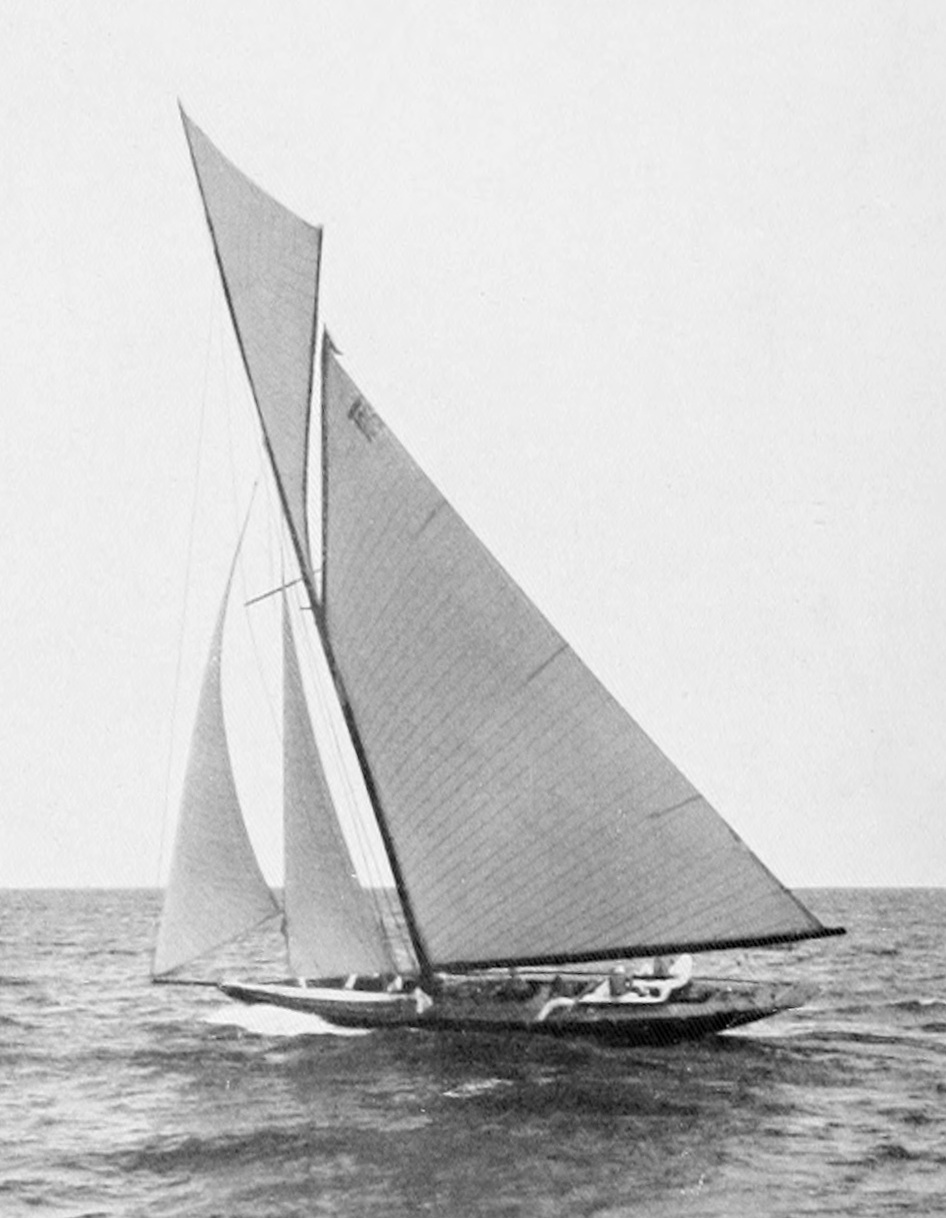
Erna Signe

Zawody w żeglarskiej klasie 12 metrów podczas V Letnich Igrzysk Olimpijskich odbyły się w dniach 20–21 lipca 1912 roku na wodach położonego w regionie Sztokholm miasta Nynäshamn.

## Informacje ogólne
Do zawodów zgłosiły się trzy jachty z trzech reprezentacji – po jednym ze Szwecji, Finlandii i Norwegii.
W obu wyścigach kolejność była taka sama, tak więc w regatach triumfował norweski jacht Magda IX, drugie miejsce zajął szwedzki Erna Signe, zaś trzecie fiński Heatherbell. Prócz medali czołowa trójka otrzymała pamiątkowe plakietki.

## Format zawodów
Zawody składały się z dwóch punktowanych wyścigów przeprowadzonych 20 i 21 lipca 1912 roku. Punkty były przyznawane za miejsca zajęte na mecie – pierwsza trójka otrzymywała odpowiednio siedem, trzy i jeden punkt, za zajęcie pozostałych miejsc punkty nie przysługiwały. Na wynik końcowy składała się suma wszystkich punktów, przy równej punktacji załóg 22 lipca mogła być przeprowadzona między nimi dogrywka.

## Przebieg zawodów
Pierwszy wyścig odbył się 20 lipca, przy wietrze ENE z prędkością 3,6–4 m/s. Ze startu najlepiej wyszedł fiński Heatherbell przed szwedzkim Erna Signe i norweskim Magda IX. Szwedzki jacht wkrótce ustawiwszy się dobrze z wiatrem szybko zaczął odpływać od rywali, następnie utrzymał i zwiększał prowadzenie przez cały pierwszy etap. Po nawrocie fiński jacht odpłynął od pozostałych rywali i spróbował swoich sił na pełnym morzu, Norwegowie zaś zaczęli się zbliżać do Erna-Signe i w połowie drugiego etapu udało im się ich wyprzedzić. Magda IX utrzymywał się następnie pomiędzy boją a Szwedami, żeglując tymi samymi halsami. Od strony morza nadpłynął Heatherbell, jednak okazało się, że jest wyraźnie z tyłu, tak więc kolejność nie zmieniła się aż do mety.
Dzień później przy wietrze NEbN wiejącym z prędkością 3,9–4 m/s odbył się wyścig drugi. 
Początkowo na czoło wysunęli się Szwedzi przed Norwegami i Finami, wkrótce jednak Magda IX objął prowadzenie pozostając liderem do końca wyścigu, a na mecie uzyskując ponad szesnaście minut przewagi. Walka toczyła się zatem o drugą pozycję – przez długi czas górą w niej był Erna Signe, jednak w połowie drugiego etapu to Finowie uzyskali niewielką przewagę. Podczas trzeciego etapu Szwedzi dogonili i ostatecznie wyprzedzili rywali, dopływając do mety z blisko minutową przewagą nad Heatherbell.

## Wyniki
| Pozycja | Załoga | Jacht       | Wyścig I | Wyścig I | Wyścig I | Wyścig II | Wyścig II | Wyścig II | Ogółem | Dogrywka | Dogrywka |
| Pozycja | Załoga | Jacht       | Czas     | Pozycja  | Punkty   | Czas      | Pozycja   | Punkty    | Ogółem | Czas     | Pozycja  |
| ------- | --- | ----------- | -------- | -------- | -------- | --------- | --------- | --------- | ------ | -------- | -------- |
| złoto   | Johan Anker Nils Bertelsen Eilert Falch-Lund Halfdan Hansen Magnus Konow Arnfinn Heje Alfred Larsen Petter Larsen Christian Staib Carl Thaulow | Magda IX    | 3:17:17  | 1        | 7        | 3:32:00   | 1         | 7         | 14     | —        | —        |
| srebro  | Nils Persson Per Bergman Dick Bergström Kurt Bergström Hugo Clason Folke Johnson Sigurd Kander Nils Lamby Erik Lindqvist Hugo Sällström        | Erna Signe  | +06:56   | 2        | 3        | +16:06    | 2         | 3         | 6      | —        | —        |
| brąz    | Ernst Krogius Max Alfthan Erik Hartvall Jarl Hulldén Sigurd Juslén Axel Krogius Eino Sandelin John Silén                                       | Heatherbell | +08:28   | 3        | 1        | +16:55    | 3         | 1         | 2      | —        | —        |